# Epiphragma (Eupolyphragma) incisurale
Epiphragma (Eupolyphragma) incisurale is een tweevleugelige uit de familie steltmuggen (Limoniidae). De soort komt voor in het Oriëntaals gebied.